# Mauser BK-27
BK 27 „Mauser“ е 27-мм револверно авиационно оръдие, предназначено за стрелба по наземни и въздушни цели. Оръдието е създадено от компанията „Mauser“, Германия. Намира се на въоръжение на самолетите Tornado, Alpha Jet, JAS-39, EF-2000.

## История
Работата по създаването на 27 мм оръдие BK 27 „Mauser“ започва в началото на 1970 г. В края на същата година преминава изпитателни и стрелкови тестове и е одобрено за серийно производство. Серийното производство започва в средата на 1976 г., когато е направена и първата поръчка. В края на 1985 г. компанията „Mauser“ и партньорите и във Великобритания „RO“ и Италия „Breda“. печелят конкурса за доставаката на 2000 оръдия за самолетите Tornado.

## Техническо описание
Оръдието е изпълнено по револверната схема с петзаряден барабан. Автоматиката работи за сметка на енергията на изгорелите барутни газове. Захранването с боеприпаси е изпълнено по двустранна схема – подаването се осъществява от ляво или от дясно.

## Боекомплект
Боекоплектът на оръдието включва следните боеприпаси:
- бронебоен снаряд.
- бронебойно-осколъчен снаряд.
- бронебойно-осколъчен снаряд със самоликвидатор.
- осколъчен снаряд.
- осколъчен снаряд със самоликвидатор.